# Osteolaemus osborni
Osteolaemus osborni, comúnmente conocido como cocodrilo enano de Osborn, es una especie de cocodrilo endémica de la cuenca del Congo en África.
Esta especie ha tenido una historia taxonómica algo complicada. Schmidt lo describió por primera vez como Osteoblepharon osborni en 1919, basándose en unos pocos especímenes de la cuenca superior del río Congo en lo que ahora es la República Democrática del Congo. Sin embargo, Inger en un artículo de 1948 encontró que los especímenes carecían de características que justificaran una separación genérica de Osteolaemus y refirió los especímenes a Osteolaemus osborni. En 1961, se redujo al rango de subespecie, pero se revalidó al estado completo de especie en 2021.
El nombre subespecífico, osborni, es en honor al paleontólogo estadounidense Henry Fairfield Osborn.